# Малотт, Элли
Элли Малотт (англ. Ally Malott; род. 31 октября 1992 в Мидлтауне, Огайо, США) — американская профессиональная баскетболистка, выступавшая в женской национальной баскетбольной ассоциации (ЖНБА) и женской национальной баскетбольной лиге (ЖНБЛ). Она была выбрана на драфте ЖНБА 2015 года в первом раунде под восьмым номером командой «Вашингтон Мистикс». Играла на позиции тяжёлого форварда.

## Ранние годы
Элли родилась 31 октября 1992 года в городе Мидлтаун, штат Огайо, в семье Тодда и Синди Малотт, у неё есть брат, Брэдли, а училась она там же в средней школе Мадисон, в которой выступала за местную баскетбольную команду.